# Seppo Jokinen

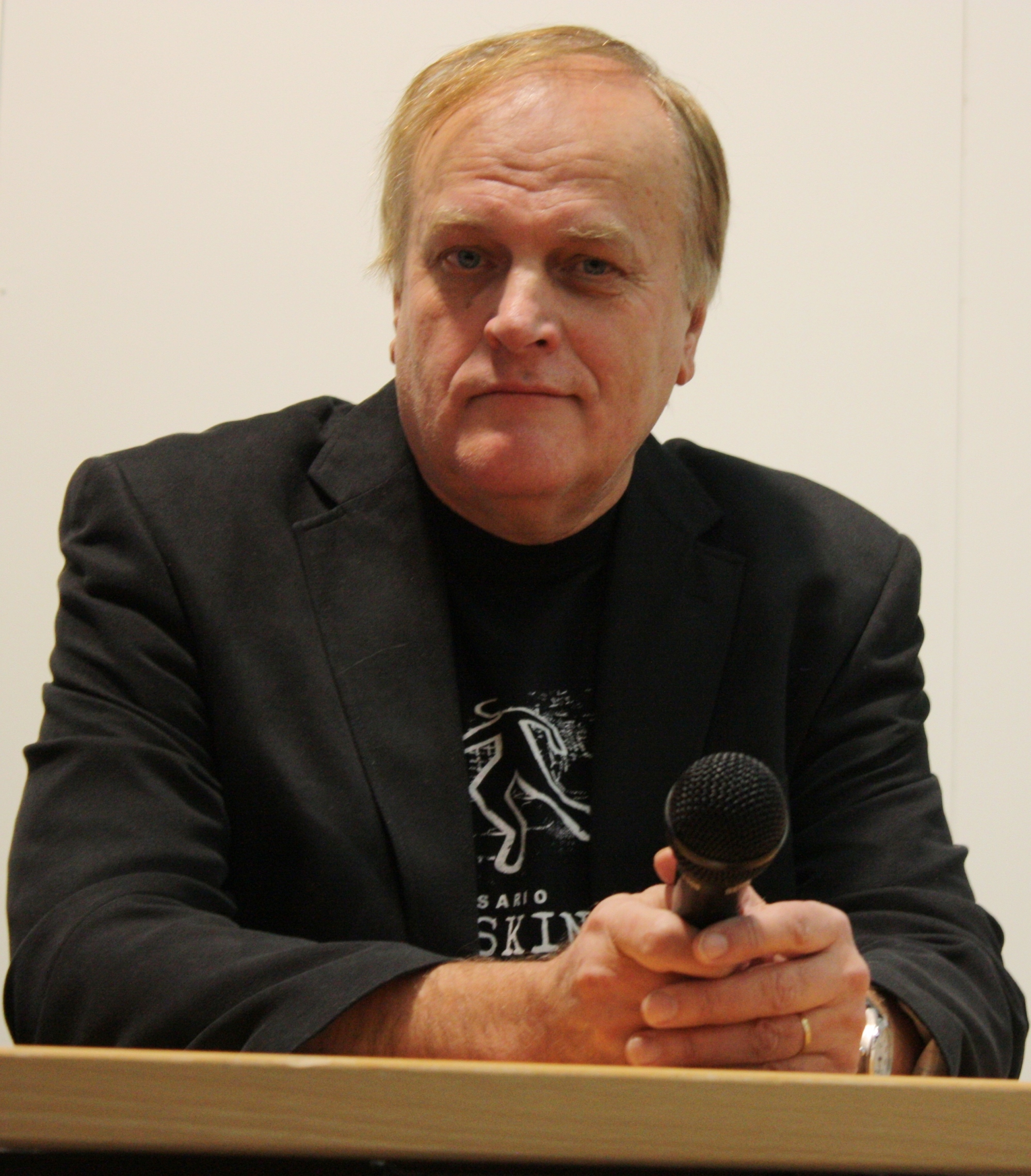
Seppo Jokinen, 2009

Seppo Sakari Jokinen (* 13. April 1949 in Tampere) ist ein finnischer Schriftsteller.

## Leben
Jokinen wurde 1949 im südfinnischen Tampere geboren, wo er heute noch lebt. Sein Romanheld Sakari Koskinen ermittelt ebenfalls dort. Nach einem vierjährigen Militärdienst arbeitete Jokinen jahrelang im IT-Bereich. Seit 2006 lebt er als freier Schriftsteller.

## Werk
Vor allem die Krimi-Reihe um Kommissar Sakari Koskinen machte ihn in seinem Heimatland berühmt, von der seit 1996 mehr als zwanzig Bände erschienen. Für den sechsten Band, Hukan enkelit, erhielt Jokinen 2002 den Finnischen Krimipreis.
Das Buch erschien auf Deutsch 2014 im Ars vivendi verlag unter dem Titel Gefallene Engel. Im Jahr 2009 hatte einer seiner Romane in der Bearbeitung als Theaterstück Premiere im Arbeitertheater von Tampere.

## Finnische Originalausgaben
- Koskinen ja siimamies. Karisto, 1996, ISBN 951-23-3573-5.
- Koskinen ja raadonsyöjä. Karisto, 1997, ISBN 951-23-3704-5.
- Koskinen ja pudotuspeli. Karisto, 1998, ISBN 951-23-3838-6.
- Koskinen ja taikashow. Karisto, 1999, ISBN 951-23-3974-9.
- Koskinen ja kreikkalainen kolmio. Karisto, 2000, ISBN 951-23-4089-5.
- Hukan enkelit. Karisto, 2001, ISBN 951-23-4229-4.
  - englisch: Wolves and Angels. Ice Cold Crime LLC, 2012, ISBN 978-0-9824449-5-5.
  - deutsch: Gefallene Engel. ars vivendi Verlag, 2014, ISBN 978-3-86913-468-0.
- Piripolkka. Karisto, 2002, ISBN 951-23-4320-7.
- Vilpittömässä mielessä. Karisto, 2003, ISBN 951-23-4424-6.
- Suurta pahaa. Karisto, 2004, ISBN 951-23-4530-7.
- Sana sanaa vastaan. Karisto, 2005, ISBN 951-23-4669-9.
- Hiirileikki. Karisto, 2006, ISBN 951-23-4774-1.
- Viha on paha vieras. Karisto, 2007, ISBN 978-951-23-4885-5.
- Kuka sellaista tekisi. Karisto, 2008, ISBN 978-951-23-5000-1.
- Lyöty mies. Karisto, 2009, ISBN 978-951-23-5130-5.
- Räätälöity ratkaisu. Karisto, 2010, ISBN 978-951-23-5305-7.
- Ajomies. Crime Time, 2011, ISBN 978-952-5918-25-0.
- Hervantalainen. Crime Time, 2012, ISBN 978-952-5918-71-7.
- Vihan sukua. Crime Time, Helsinki 2013, ISBN 978-952-289-047-4.
- Mustat sydämet. Crime Time, Helsinki 2014, ISBN 978-952-289-136-5.
- Kuolevaksi julistettu. Helsinki: Crime Time, 2015. ISBN 978-952-289-239-3
- Rahtari. Helsinki: Crime Time, 2016. ISBN 978-952-289-277-5
- Vakaasti harkiten. Helsinki: Crime Time, 2017. ISBN 978-952-289-323-9
- Lyödyn laki. Helsinki: Crime Time, 2018. ISBN 978-952-289-422-9[2]
- Rottasankari. Helsinki: Crime Time, 2019. ISBN 978-952-289-520-2
- Pisara veressä. Helsinki: Crime Time, 2020. ISBN 978-952-291-749-2

## Auszeichnungen
- Literaturpreis der Stadt Tampere 1997 und 2000
- Preis der Olga und Vilho Linnamo Stiftung 1998
- Preis der Karisto Stiftung 2000
- Lead-Award 2002
- Großer Preis des finnischen Buchclubs, 2003